# Serinyà
Serinyà – gmina w Hiszpanii, w prowincji Girona, w Katalonii, o powierzchni 17,41 km². W 2011 roku gmina liczyła 1122 mieszkańców.